# Belazaima do Chão, Castanheira do Vouga e Agadão
 Belazaima do Chão, Castanheira do Vouga e Agadão  (llamada oficialmente União das Freguesias de Belazaima do Chão, Castanheira do Vouga e Agadão) es una freguesia portuguesa del municipio de Águeda, distrito de Aveiro.

## Historia
Fue creada el 28 de enero de 2013 en aplicación de una resolución de la Asamblea de la República de Portugal promulgada el 16 de enero de 2013 con la unión de las freguesias de Agadão, Belazaima do Chão y Castanheira do Vouga, estando situada su sede en la antigua freguesia de Castanheira do Vouga.

## Demografía
| Gráfica de evolución demográfica de Belazaima do Chão, Castanheira do Vouga e Agadão entre 2011 y 2021 |
| |
| Datos según el nomenclátor publicado por el INE portugués.                                             |